# 克里斯蒂亞諾·比拉吉
克里斯蒂亞諾·比拉吉（義大利語：Cristiano Biraghi，1992年9月1日—）是義大利的一位足球運動員，在場上司職後衛。現效力於意甲球隊拖連奴（佛罗伦萨外借）。他也曾是意大利青年國家足球隊的隊員。

## 外部連結
- FIGC National Teams Archive （意大利文）
- 克里斯蒂亞諾·比拉吉－UEFA國際賽競賽紀錄